# Pawie oczko (matematyka)
W matematyce, pawie oczko jest przestrzenią topologiczną {\displaystyle P} będącą sumą okręgów o środkach w {\displaystyle ({\frac {1}{n}},0)} i promieniach {\displaystyle {\frac {1}{n}}} dla {\displaystyle n=1,2,3,\ldots } z topologią podprzestrzeni indukowaną z {\displaystyle \mathbb {R} ^{2}}. Precyzyjniej,
{\displaystyle P=\bigcup _{n=1}^{\infty }\left\{(x,y)\in \mathbb {R} ^{2}:\left(x-{\frac {1}{n}}\right)^{2}+y^{2}=\left({\frac {1}{n}}\right)^{2}\right\}.}

Pawie oczko z pokazanymi dziesięcioma największymi okręgami.

Pawie oczko jest przestrzenią spójną oraz  zwartą. Nie jest natomiast przestrzenią półlokalnie jednospójną.